# 弦楽のための交響曲 (メンデルスゾーン)
弦楽のための交響曲、もしくは弦楽のためのシンフォニア（原題:"Sinfonia"）は、フェリックス・メンデルスゾーンが12歳から14歳にかけて作曲した、交響曲の習作とされる作品群の総称。全13曲存在し、これらはメンデルスゾーン家で毎週開催されていた日曜音楽会において演奏するために作曲された。バッハの影響を受けながら、多彩な旋律、高度な対位法と和声を用いた初期の優れた作品群である。
5つの番号付き交響曲中最初の『交響曲第1番 ハ短調』（作品11）の自筆譜に「交響曲第13番」と表記されている事を考慮すると、この作品群の重要性が明確さを理解できる。実際、近年になって複数のレーベルから全集がリリースされている。

## 作品一覧

### 第1番 ハ長調 MWV N 1
1821年作曲。全3楽章、演奏時間は約11分。
- 第1楽章 アレグロ
ハ長調、4分の3拍子。
- 第2楽章 アンダンテ
イ短調、4分の3拍子。
- 第3楽章 アレグロ
ハ長調、4分の4拍子。

### 第2番 ニ長調 MWV N 2
1821年作曲。全3楽章、演奏時間は約11分。
- 第1楽章 アレグロ
ニ長調、4分の4拍子。
- 第2楽章 アンダンテ
ロ短調、4分の4拍子。
- 第3楽章 アレグロ・ヴィヴァーチェ
ニ長調、8分の6拍子。

### 第3番 ホ短調 MWV N 3
1821年作曲。全3楽章、演奏時間は約9分。
- 第1楽章 アレグロ・ディ・モルト
ホ短調、4分の4拍子。
- 第2楽章 アンダンテ
ト長調、8分の3拍子。
- 第3楽章 アレグロ
ホ短調、4分の4拍子。

### 第4番 ハ短調 MWV N 4
1821年作曲。全3楽章、演奏時間は約9分。
- 第1楽章 グラーヴェ - アレグロ
ハ短調、4分の4拍子 - 4分の3拍子。
- 第2楽章 アンダンテ
ハ長調、8分の3拍子。
- 第3楽章 アレグロ・ヴィヴァーチェ
ハ短調、4分の4拍子。

### 第5番 変ロ長調 MWV N 5
1821年作曲。全3楽章、演奏時間は約10分。
- 第1楽章 アレグロ・ヴィヴァーチェ
変ロ長調、4分の4拍子。
- 第2楽章 アンダンテ
変ホ長調、8分の3拍子。
- 第3楽章 プレスト
変ロ長調、4分の4拍子。

### 第6番 変ホ長調 MWV N 6
1821年作曲。全3楽章、演奏時間は約11分。
- 第1楽章 アレグロ
変ホ長調、4分の4拍子。
- 第2楽章 メヌエット - トリオ I - トリオ II
変ホ長調 - ロ長調 - 変ロ長調、4分の3拍子。
- 第3楽章 プレスティッシモ
変ホ長調、4分の2拍子。

### 第7番 ニ短調 MWV N 7
1822年作曲。全4楽章、演奏時間は約22分。
- 第1楽章 アレグロ
ニ短調、4分の4拍子。
- 第2楽章 アンダンテ（アモーレヴォレ）
ニ長調、8分の3拍子。
- 第3楽章 メヌエット - トリオ
ニ短調 - 変ロ長調、4分の3拍子。
- 第4楽章 アレグロ・モルト
ニ短調 - ニ長調、8分の6拍子 - 4分の4拍子。

### 第8番 ニ長調 MWV N 8
1822年作曲。全4楽章、演奏時間は約30分。弦楽合奏曲からアンサンブルを書き始めたメンデルスゾーンが、初めてオーケストレーションを試みた作品。同年に作られた管弦楽版は、フルート、オーボエ、クラリネット、ファゴット、ホルン、トランペット各2、ティンパニ、弦五部の編成（演奏時間は同じ）。
- 第1楽章 アダージョ・エ・グラーヴェ - アレグロ
ニ長調、4分の3拍子 - 4分の4拍子。
- 第2楽章 アンダンテ
ロ短調、8分の3拍子。
- 第3楽章 メヌエット：アレグロ・モルト - トリオ：プレスト
ニ長調 - ニ短調、4分の4拍子。
- 第4楽章 アレグロ・モルト
ニ長調、4分の4拍子。

### 第9番 ハ長調 MWV N 9『スイス』
1823年作曲。全4楽章、演奏時間は約29分。『スイス』（"La Suisse"）の副題を持つが、これは第3楽章のトリオ部に付けられた表題から呼ばれるようになったものである。ヴィオラも始終2部に分かれている。
- 第1楽章 グラーヴェ - アレグロ
ハ短調 - ハ長調、4分の3拍子 - 4分の4拍子。
- 第2楽章 アンダンテ
ホ長調、4分の2拍子。
ヴァイオリンが4部に分かれる。
- 第3楽章 スケルツォ - トリオ（『スイス』）：ピウ・レント
ハ長調、8分の6拍子。
- 第4楽章 アレグロ・ヴィヴァーチェ
ハ短調 - ハ長調、4分の4拍子。

### 第10番 ロ短調 MWV N 10
1823年作曲。全1楽章、演奏時間は約10分。1つの楽章のみを書いたのか、他の楽章が失われたのかは不明。
- アダージョ - アレグロ
ロ短調、4分の3拍子 - 4分の4拍子。

### 第11番 ヘ短調 MWV N 11
1823年作曲。全5楽章、演奏時間は約40分。第2楽章のスケルツォ（『スイスの歌』）には斜線が引かれており、削除したのかどうかは不明（オイレンブルク版の楽譜では全4楽章の付録として収録）。
- 第1楽章 アダージョ - アレグロ・モルト
ヘ長調 - ヘ短調、4分の4拍子。
序奏部がヘ長調で書かれているため、CDや出版物によっては第11番自体の主調を「ヘ長調」や「ヘ長調/ヘ短調」と表記しているものもあるが、全体的な調性はあくまでヘ短調である。
- 第2楽章 スケルツォ （『スイスの歌』）：コモド
ニ短調、4分の2拍子。
この楽章では、一連の作品中唯一ティンパニとシンバル、トライアングルを伴う。
- 第3楽章 アダージョ
変ホ長調、4分の3拍子。
- 第4楽章 メヌエット：アレグロ・モデラート - トリオ
ヘ短調 - ヘ長調、8分の6拍子。
- 第5楽章 アレグロ・モルト
ヘ短調、4分の4拍子。

### 第12番 ト短調 MWV N 12
1823年作曲。全3楽章、演奏時間は約22分。
- 第1楽章 フーガ：グラーヴェ - アレグロ
ト短調、4分の4拍子。
- 第2楽章 アンダンテ
変ホ長調、8分の6拍子。
- 第3楽章 アレグロ・モルト
ト短調、4分の4拍子。

### 交響的断章（第13番）ハ短調 MWV N 14
1823年作曲。全1楽章、演奏時間は約7分。未完成の作品とも言われており（そのため『交響的断章』とも呼ばれる）、自筆譜には番号の記載はない。
- グラーヴェ - アレグロ・モルト
ハ短調、4分の4拍子。

## 参考資料
- オイレンブルク版の楽譜
  - SINFONIAS I-VIII for String Orchestra ISBN 978-3795764111
  - SINFONIAS IX-XII for String Orchestra ISBN 978-3795764128